# La vida d'aquest noi
La vida d'aquest noi (títol original en anglès This Boy's Life) és una pel·lícula estatunidenca de Michael Caton-Jones estrenada el 1993 i doblada al català.

## Argument
El 1957, Caroline (Barkin), una mare separada i el seu fill Toby (DiCaprio) fugen de la ciutat per trobar una nova vida. Acaben en un petit poble anomenat Concrete a l'estat de Washington, on coneix un educat i amable ex soldat anomenat Dwight (De Niro). Caroline es casa amb Dwight, però aviat descobreixen que el que semblava un amable mecànic, és un abusiu irracional, que amb tots els seus mitjans, fa la vida impossible al noi. Toby, per la seva actitud rebel, contínuament es posa en problemes a l'escola. Mentre Toby creix, els abusos de Dwight empitjoren, i creix la seva ansietat per deixar el poble i treure Dwight de les seves vides. Caroline i Toby lluiten per mantenir l'esperança en una situació que sembla impossible suportar.

## Producció
En gran part filmat en l'estat de Washington, la ciutat de Concrete, Washington (on Tobias Wolff va passar l'adolescència amb la seva mare i padrastre, Dwight), va ser transformada com era els anys 50. Molts dels ciutadans de la ciutat es van fer servir com extres, i totes les escenes externes a Concrete (i algunes escenes internes, també) eren rodades dins i al voltant de la ciutat, incloent-hi els vells edificis d'escola primària i l'edifici de l'Institut, encara actiu.

## Estrena

### Box office
La pel·lícula es va estrenar de forma limitada el 9 d'abril de 1993 i va aconseguir 74.425 dòlars aquell cap de setmana; i de forma oberta el 23 d'abril, entrant en els 10 primers llocs a la taquilla i guanyant en total 1.519.678 dòlars.

### Rebuda de la crítica
La pel·lícula va aconseguir ressenyes principalment positives; el lloc web Rotten Tomatoes li donava un 76%. A Metacritic, la pel·lícula té un 60 sobre 100.

## Repartiment
- Robert De Niro: Dwight Hansen
- Ellen Barkin: Carolin Wolff
- Leonardo DiCaprio: Toby
- Eliza Dushku: Pearl Hansen
- Jonah Blechman: Arthur Gayle
- Chris Cooper: Roy Hansen
- Carla Gugino: Norma Hansen
- Tobey Maguire: Chuck Bolger
- Michael Bacall: Terry Taylor